# Харес (военачальник)
Ха́рес, также Ха́рет (др.-греч. Χάρης; около 400 года до н. э., Древние Афины — после 322 года до н. э., Сигей) — афинский военачальник IV века до н. э., командир наёмных подразделений.
В течение всей военной карьеры Харес командовал войсками Афин и наёмными подразделениями во время череды войн, которые он вёл с переменным успехом. Во время службы у сатрапа Геллеспонтской Фригии Артабаза, который восстал против Артаксеркса III, Харес одержал блестящую победу над царским войском. Самым крупным поражением Хареса стала битва при Херонее 338 года до н. э. против македонского царя Филиппа II, во время которой он был одним из стратегов союзного греческого войска.
В конце жизни Харес руководил отрядом наёмников, который воевал против македонян в Эгейском море во время похода Александра Македонского в Азию.

## Биография

### Происхождение. Первые военные кампании
Харес родился около 400 года до н. э. в семье Феохара из дема Ангела филы Пандионида. По мнению историка Джона Дэвиса Харес принадлежал к числу «homo novus», то есть происходил из незнатного и малоизвестного афинского рода.
Впервые Харес упоминается в 366 году до н. э., когда в должности стратега Афин успешно сражался на стороне Флиунта, теснимого аркадянами, аргосцами и сикионянами. На обратном пути в Афины он разбил вражеское войско. В дальнейшем Харес участвовал в боевых действиях против Оропа, откуда был отозван в Пелопоннес на помощь аркадийцам.
В 361 году до н. э., после того как тиран Ясон Ферский одержал победу над эскадрой Леосфена, который блокировал войско врага в Панорме, и захватил несколько кораблей и 500—600 пленных, афиняне отозвали своего стратега. В ярости они осудили Леосфена на смерть и конфисковали его имущество, а на его место назначили Хареса. На этой должности он, по утверждению Диодора Сицилийского, вместо борьбы с врагом лишь совершил много беззаконий в союзной афинянам Керкире, тем самым принеся своей родине дурную славу. Афинский военачальник поддержал на острове олигархический переворот тем самым запятнав репутацию Афин в глазах местного демоса.
В 358 году до н. э. Харес был назначен стратегом-автократором для командования афинскими войсками на Херсонесе Фракийском против одрисского царя Керсеблепта, захватившего греческие города полуострова. В следующем году он, после череды побед, завершил эту войну. Именно Харес подписал мирный договор со стороны Афин, который впоследствии Демосфен охарактеризовал как «наилучший и наисправедливейший».

### Участие в Союзнической войне и восстании сатрапов
По одной из версий, Харес был назначен стратегом для освобождения Амфиполя, который был захвачен царем Македонии Филиппом II. Экспедиция не состоялась в связи с началом Союзнической войны 357—355 годов до н. э. Вместо Амфиполя Харес вместе с Хабрием были направлен на Хиос. В сражении у гавани Хиоса пал Хабрий, и афиняне были вынуждены отступить. Вскоре вместе с прибывшими ему на помощь кораблями Тимофея и Ификрата Харес снова выступил против Хиоса. Хиосцы, родосцы и византийцы были вынуждены снять осаду с Самоса. В сражении при Эмбате ввиду надвигавшейся бури Тимофей и Ификрат отказались начать сражение. Харес выступил против врагов только со своими кораблями, потерпел поражение, а впоследствии обвинил обоих военачальников в измене. Следствием этой кампании стали как снятие осады с Самоса, так и лишение должностей стратегов Тимофея с Ификратом, после чего Харес стал командующим всем афинским флотом. Впоследствии Харес подал в суд на военачальников, которые вместе с ним командовали флотом, и обвинил их в получении взяток. Ификрат и Менесфей были оправданы, а Тимофея присудили к выплате громадного штрафа в 100 талантов, вследствие чего военачальник был вынужден бежать из Афин.
Однако вместо того, чтобы вести военные действия против врагов Афин, Харес со своим наёмным войском поддержал восставшего против царя Артаксеркса III персидского сатрапа Артабаза. Античные источники приводят различные детали такого поступка афинского военачальника, но все они сходятся в том, что основным мотивом стали деньги. Предположительно, посредниками между афинским военачальником и персидским сатрапом были Мемнон и Ментор Родосские — зятья Артабаза, которые со своими войсками могли находиться под руководством Хареса. В Азии Харес одержал блестящую победу над армией персидского царя во главе с Тифравстом. В письме в Афины он охарактеризовал её «сестрой битвы при Марафоне». Также Харес отправил на родину часть трофеев для распределения между всеми гражданами. Вслед за победой Харес разграбил Лампсак и Сигей, которые перешли в его личное владение. Успешные действия Хареса привели к тому, что персидский царь Артаксеркс III Ох предъявил Афинам ультиматум, пригрозив послать на помощь противникам Афин триста кораблей. Этот ультиматум привёл к тому, что Афины были вынуждены признать независимость своих союзников в 355 году до н. э., а Хареса с войском — отозвать обратно.
Существует несколько версий относительно того, была ли поддержка Артабазу санкционирована Афинами либо являлась личной инициативой Хареса. Демосфен так описал суть события: «наёмные отряды отправляются у вас в походы сами по себе, они побеждают друзей и союзников… И эти войска, заглянув мимоходом туда, где ведётся война нашим государством, предпочитают плыть к Артабазу и ещё куда-нибудь в другое место, военачальнику же остаётся идти за ними — и естественно: нельзя же начальствовать, не платя жалованья?» По замечанию историка К. Ю. Белоха тот факт, что Афины одобрили победы Хареса и приняли трофеи, может свидетельствовать об их согласии с действиями своего военачальника. По одной из версий решение поддержать Артабаза первоначально Харес принял самостоятельно, а лишь затем получил поддержку со стороны Народного собрания. Также не исключён временный союз между Афинами и Артабазом. Мотивом Афин могли быть обещания Артабаза выплатить им крупную сумму денег.
После азиатского похода Харес некоторое время самостоятельно вёл военные действия, на которые афиняне его не уполномочивали. Именно так историки трактуют фрагмент из речи современника Хареса Эсхина: «Положение дел было так шатко и опасно, что Кефисофонт из дема Пеания, один из друзей и приятелей Харета, был вынужден предложить специальное постановление: начальнику лёгких судов Антиоху отплыть как можно скорее на поиски стратега, поставленного во главе наших сил, и если где-нибудь встретится с ним, сказать, что афинский народ удивлён, как это афиняне не знают, где находятся посланные им стратег и войско».

### Участие в войнах с Македонией
В начале 353 года до н. э. Харес разбил македонское войско под командованием Адея во Фракии. В том же году Харес выступил против Сеста на Херсонесе Фракийском, который вместе с Кардией отказался подчиняться Афинам. Захватив город, Харес приказал перебить всех мужчин, а женщин и детей продать в рабство. На обратном пути из Геллеспонта в Афины стал свидетелем битвы на Крокусовом поле 353/352 года до н. э. между объединённым македоно-фессалийским войском под командованием Филиппа II и фокидскими силами Ономарха. На момент сражения, согласно Диодору Сицилийскому, рядом с прибрежным Крокусовым полем в Пагасийском заливе «случайно проплывала» эскадра Хареса. Современник события Демосфен, напротив, в «Первой речи против Филиппа» 351 года до н. э. утверждал, что афиняне «опоздали» к Пагасам, тем самым исключая «случайное» появление флота в Пагасийском заливе. Возможно, Харес предполагал присоединиться к войску Ономарха, однако из-за стремительных манёвров Филиппа II не успел реализовать первоначальный план; возможно, он предпочёл наблюдать за происходящими событиями с кораблей. Согласно античной традиции, после поражения прижатые к берегу фокидяне, в том числе и их военачальник Ономарх, снимали доспехи и пытались доплыть до кораблей Хареса.
Во время войны Олинфа с Македонией Харес с войском из двух тысяч наёмников-пельтастов и тридцатью кораблями в 349 году до н. э. был отправлен в помощь Халкидскому союзу. По прибытии в Халкидику Харес обнаружил, что Филипп II ушёл из-под Олинфа и отправился в Фессалию, чтобы усмирить мятежные Феры. В марте 348 года до н. э. Филипп II вернулся на Халкидику и вновь начал осаду Олинфа. На этот раз на помощь городу афиняне отправили войско под командованием Харидема. Что в этот промежуток времени делал Харес, достоверно неизвестно. По всей видимости он вернулся в Афины, так как через некоторое время отряд под его руководством вновь отправили в Халкидики. Помощь афинян никак не повлияла на судьбу Олинфа, так как из-за сильных северных ветров Харес достиг северного побережья Эгейского моря, когда война была завершена, а город разрушен. По одной из версий, Филипп II специально выбрал время нападения, когда дует северный ветер мельтеми, который помешал афинянам прийти на помощь Олинфу. По мнению Н. Хаммонда, результат Олинфской войны был для Афин катастрофическим и в городе стали искать виновников поражения. В связи с этим Харес, который не успел вовремя прийти на помощь осаждённому Олинфу, предпочёл несколько лет не возвращаться в Афины
В течение двух лет в 347—346 годах до н. э. Харес командовал афинскими отрядами в городах на побережье Пропонтиды и в глубине Фракии, пока они не были заняты македонянами.
В 340 году до н. э. Харес командовал афинскими войсками, отправленными на помощь Византию, осаждённому Филиппом II. В какой-то момент Харес был вынужден отплыть из города на встречу с сатрапами, которые поддерживали Византий. Македонский флот под командованием Деметрия захватил корабли с предназначенным для Афин зерном. Харес был вынужден спешно вернуться. Хоть ему и удалось победить Деметрия, нанесённый ущерб было уже не возместить. Это привело к нехватке зерна в самих Афинах. Во время этих походов умерла сопровождавшая Хареса супруга Дамалис. К этому времени Харес стал настолько непопулярным вне Афин, что для командования войсками в области Геллеспонта прислали нового военачальника — Фокиона.
В 338 году до н. э. Харес вместе с фиванским военачальником Проксеном был наголову разбит Филиппом у Амфиссы. В том же году он вместе с Лисиклом командовал афинянами в битве при Херонее. После поражения «козлом отпущения» стал Лисикл, хотя и Харес не избежал обвинений. По мнению историка К. Ю. Белоха, на тот момент Харес занимал слишком высокое положение, чтобы обвинение против него было успешным, а также находился в хороших отношениях с наиболее видными афинскими ораторами. По мнению Д. Робертса, в роли обвинителя Лисикла также выступил Харес.
В 335 году до н. э. Александр Македонский вёл войну во Фракии с трибаллами. Когда в Греции распространился слух о гибели царя, восстали фиванцы и осадили македонский гарнизон в Кадмее. На этом фоне афиняне приняли решение о поддержке Фив и начали готовиться к предстоящей войне. Однако дело до их прямого участия в противостоянии с македонскими войсками не дошло. Плутарх утверждал, что проявить благоразумие афинян убедил Фокион. После подавления фиванского восстания и разрушения города Александр потребовал выдачи 8 или 10 афинских политиков, среди которых был и Харес. Когда афиняне узнали о судьбе Фив, то прервали празднование Элевсинских мистерий и по предложению Демада отправили к Александру посольство. В античных источниках приведено два рассказа. Согласно Плутарху Александр, получив постановление афинян, «швырнул его на землю, повернулся к послам спиной и бросился прочь». Арриан писал, что Александр милостиво принял афинян, но потребовал выдачи оппозиционных политиков и ораторов. По сути, посольская миссия афинян провалилась. Ситуацию исправил Демад. По его предложению Народное собрание приняло псефизму, в которой народ просил Александра простить тех, кто вызвал царский гнев, и обещал наказать виновных по закону. Демад с Фокионом сумели убедить Александра принять просьбу своих сограждан. В изгнание по настоянию царя был отправлен лишь один Харидем. И Плутарх, и Диодор Сицилийский утверждали, что Демад получил от Демосфена и его сторонников, к которым относился и Харес, пять талантов за свои посреднические функции.
После этого Харес уехал в Сигей в Троаде. Там он встретил войска македонян, которые вторглись в Азию. Согласно Арриану Харес от лица жителей города увенчал Александра Македонского золотым венком. Вскоре Харес вновь перешёл на службу к персам. Обстоятельства данного решения неизвестны. Возможно, Александр Македонский ликвидировал тиранию Хареса в Сигее, либо военачальник на фоне успехов Мемнона Родосского в Эгейском море решил встать на сторону персидской армии. Он с армией в две тысячи наёмников в 332 году до н. э. находился в Митилене на Лесбосе, однако, видя бесперспективность дальнейших военных действий, сдал город македонянам под командованием Гегелоха и Амфотера, предварительно выговорив себе право беспрепятственно покинуть остров. После сдачи города Харес отплыл на мыс Тенар в Пелопоннесе и, предположительно, вскоре умер в подконтрольном Сигее.

## Оценки
Был Харет ленив и медлителен, хотя тоже тянулся к роскоши: в походы он возил и флейтисток, и арфисток, и простых девок; а из военных денег часть тратил на эту свою спесь и часть оставлял в Афинах — для ораторов и законодателей в народном собрании и простых людей, которым грозил суд. Поэтому народ афинский на него не роптал, и граждане его даже любили — и понятно, потому что они и сами так жили: в юности с гетерами и флейтистками, взрослыми за пьянством, за игрой и прочими беспутствами, а народ тратил больше денег на общественные угощения и мясные раздачи, нежели на управление городом.
В целом античные историки невысоко оценивали полководческие таланты Хареса. Диодор Сицилийский при описании битвы при Херонее писал: «с афинской стороны лучшие полководцы уже умерли — Ификрат, Хабрий и Тимофей, а лучший из оставшихся, Харес, энергичностью и благоразумием, которые требуются от военачальника, немногим превосходил любого обычного воина». Плутарх передаёт легенду как Фокион перед Народным собранием афинян охарактеризовал Хареса, который вместо того, чтобы воевать с македонянами, грабил и вымогал деньги у союзников: «вызывает страх перед вами даже у тех, кому без вашей поддержки спастись невозможно». Также античный историк пересказывает ответ Тимофея Харесу, который выставлял напоказ свои раны и пострадавшее во время сражений оружие: «А мне было очень стыдно, когда во время осады Самоса подле меня упал дротик: я понял, что веду себя легкомысленнее, чем подобает стратегу и командующему таким войском».
Историки подчёркивают влиятельность Хареса в среде политического бомонда Древних Афин и в то же время скептическое отношение к своему военачальнику со стороны демоса. Автор монографии о греческих наёмниках Г. Парк охарактеризовал Хареса как человека «обладавшего брутальной силой Хабрия в сочетании с высокомерием Ификрата», который возмещал недостаток изобретательности лицемерием. Сибаритство Хареса нашло отображение сразу в нескольких античных источниках — у Исократа, Эсхина и Феопомпа. Словосочетание «обещания Хареса» стало синонимом пустых слов. В целом по мнению историков Харес был типичным представителем военачальников наёмных войск и авантюристов своего времени, слабо связанных с государством и больше озабоченных наживой, чем понятиями о чести и принадлежности к своему полису.

### Исследования
- Белох К. Ю. Греческая история: в 2 т. / пер. с нем. М. О. Гершензона; под ред. и со вступ. ст. Ю. И. Семёнова. — М.: Государственная публичная историческая библиотека России, 2009. — Т. 2: Кончая Аристотелем и завоеванием Азии. — ISBN 978-5-85209-215-1.
- Габелко О. Л. Кем был Деметрий, полководец Филиппа (Dion. Byz. 65)? // Восток. — 2015. — № 5. — С. 28—34.
- Клеймёнов А. А. Военная кампания Филиппа II 347—346 гг. до н. э.: путь к Филократову миру // Гуманитарные, социально-экономические и общественные науки. — 2015. — № 6. — С. 233—237. — ISSN 2221-1373.
- Клеймёнов А. А. О тактике противоборствующих сторон в битве на Крокусовом поле (353 (352) г. до н.э.) // Parabellum novum: Военно-исторический журнал. — СПб.: Издатель Д. А. Скобелев, 2022. — Вып. 51, № 18. — С. 26—39.
- Кудрявцева Т. В. Демад: Pacis Suassor, Belli Disuassor // Вестник Санкт-Петербургского университета. История. — СПб., 2016. — № 4. — С. 159—173. — ISSN 2541-9390.
- Маринович Л. П. Греческое наёмничество IV в. до н. э. и кризис полиса. — М.: Наука, 1975. — 277 с. — 3000 экз.
- Медовичев А. Е. 2015.02.011. Родс П. Дж. Предполагаемый упадок Афин в IV столетии до н. э. // Социальные и гуманитарные науки. Отечественная и зарубежная литература. Сер. 5, История: Информационно-аналитический журнал. — Институт научной информации по общественным наукам Российской академии наук, 2015. — № 2. — С. 69—74. — ISSN 2219-875X.
- Парк Г. В. Греческие наёмники. «Псы войны» древней Эллады / Перевод книги Л. А. Игоревский. — М.: Центрполиграф, 2013. — 288 с. — ISBN 978-5-9524-5093-6.
- Разумов Н. В. Афинские стратеги первой половины IV в. до н. э. на иностранной службе // Известия Алтайского государственного университета. — Алтайский государственный университет, 2014. — Т. 1, вып. 84, № 4. — С. 173—177. — ISSN 1561-9451. — doi:10.14258/izvasu(2014)4.1-29.
- Рунг Э. В. Военно-политическая деятельность Ментора Родосского // МНЕМОН. Исследования и публикации по истории античного мира. — 2014. — № 14. — С. 143—160. — ISSN 1813-193X.
- Рунг Э. В. Προδοσια: феномен предательства в классической Греции // Вестник Нижегородского университета им. Н. И. Лобачевского. — 2016. — № 2. — С. 77—87.
- Уортингтон Йен[нем.]. Филипп II Македонский. — СПб. — М.: Евразия — ИД Клио, 2014. — 400 с. — ISBN 978-5-91852-053-6.
- Фролов Э. Д. Греция в эпоху поздней классики (Общество. Личность. Власть). — СПб.: Издательский Центр «Гуманитарная Академия», 2001. — 602 с. — (Studia classica). — ISBN 5-93762-013-5.
- Хаммонд Н. История Древней Греции / Пер. с англ. Л.А. Игоревского. — М.: Центрполиграф, 2008. — ISBN 978-5-9524-3490-5.
- Холод М. М. Митилена при Александре Великом: путь к демократии под монархической эгидой // Вестник Санкт-Петербургского университета. История. — 2010. — Вып. 4. — С. 36—45. — ISSN 1812-9323.
- Cawkwell G. L. The Defence of Olynthus (англ.) // The Classical Quarterly. — Cambridge University Press, 1962. — Vol. 12, no. 1. — P. 122—140. — JSTOR 638035.
- Davies J. K.[англ.]. Athenian Propertied Families 600—300 BC (англ.). — Oxford: Clarendon Press, 1971.
- Heckel W. Chares 1 // Who's Who in the Age of Alexander the Great: Prosopography of Alexander's Empire (англ.). — Malden; Oxford; Carlton: Blackwell Publishing, 2006. — P. 83. — ISBN 1-4051-1210-7.
- Kirchner J.[нем.]. Chares 3 // Paulys Realencyclopädie der classischen Altertumswissenschaft :  [нем.] / Georg Wissowa. — Stuttgart : J. B. Metzler’sche Verlagsbuchhandlung, 1899. — Bd. III, Zweite Hälfte (III, 2). — Kol. 2125—2128.
- Moysey R. A. Chares and Athenian Foreign Policy (англ.) // The Classical Journal. — The Johns Hopkins University Press, 1985. — Vol. 80, no. 3. — P. 221—227. — ISSN 0009-8353. — JSTOR 3296727.
- Roberts J. T. Charles, Lysicles and the Battle of Chaeronea (англ.) // Klio. — Berlin: Walter de Gruyter, 1982. — Vol. 64, no. 2. — P. 367—371. — ISSN 2192-7669. — doi:10.1524/klio.1982.64.12.367.